# Best! Morning Musume 1
„Best! Morning Musume 1“ е първият сборен албум на японската група Morning Musume издаден на 31 януари 2001 година от Zetima Records. Албумът достига 1-ва позиция в японската класацията за албуми. Албумът е с общи продажби от 2 259 510 копия в Япония.

## Списък с песните
1. „Love Machine“ (Loveマシーン)
2. „Daite Hold on Me!“ (抱いてHold on Me!)
3. „Koi no Dance Site“ (恋のダンスサイト)
4. „Summer Night Town“ (サマーナイトタウン)
5. „Happy Summer Wedding“ (ハッピーサマーウエディング)
6. „I Wish“
7. „Renai Revolution 21“ (恋愛レボリューション21)
8. „Memory Seishun no Hikari“ (Memory～青春の光～)
9. „Manatsu no Kōsen“ (真夏の光線)
10. „Morning Coffee“ (モーニングコーヒー)
11. „Furusato“ (ふるさと)
12. „Say Yeah!: Motto Miracle Night“ (Say Yeah!“ もっとミラクルナイト)
13. „Dance Suru no Da!“ (Danceするのだ!)
14. „Never Forget“
15. „Ai no Tane“ (愛の種)